# Kirchholzerbach
Der Kirchholzerbach ist ein rund einen Kilometer langer linker Nebenfluss des Liebochbaches in der Steiermark. Er entspringt südöstlich des Hauptortes von Stiwoll und fließt nach Süden entlang der Gemeindegrenze zu Sankt Bartholomä, ehe er südöstlich des Ortes, an der nordwestlichen Gemeindegrenze von Sankt Bartholomä und in der Nähe der L 336, in den Liebochbach mündet. Er nimmt auf seinem Weg einen kurzen, unbenannten Bach von links auf.